# Cynthia Hayward
Cynthia Hayward (* 21. April 1948 in San Diego, Kalifornien, Vereinigte Staaten) ist eine US-amerikanische Schauspielerin und die dritte Ehefrau des Schauspielers Glenn Ford.

## Leben und Karriere
Cynthia Hayward begann ihre Karriere als Schauspielerin im Jahr 1974 mit dem Film The Disappearance of Fight 412. Hier verkörperte sie die Rolle der Nina Moore. Noch im selben Jahr war sie in der Rolle der Aurora in dem Film Punch and Jody zu sehen und im Jahr 1978 verkörperte sie in zwei Episoden der Fernsehserie Evening in Byzantium die Rolle der Penny Craig, die eine ihrer heute bekanntesten Rollen ist. Bis einschließlich 1982 war sie in insgesamt sechs Filmen oder Fernsehserien aufgetreten; danach zog sie sich allerdings aus dem Schauspielgeschäft zurück und nahm keine weiteren Filmrollen mehr an.
Von 1977 bis 1984 war Cynthia Hayward außerdem mit dem Schauspieler Glenn Ford verheiratet. Sie war seine dritte Ehefrau nd trat mit ihm gemeinsam in mehreren Produktionen auf wie zum Beispiel in der Fernsehserie Evening in Byzantium, wo er die Hauptrolle verkörperte. Das Paar ließ sich 1984 scheiden und blieb kinderlos. Es war Fords zweitlängste Ehe.

## Filmografie
- 1974: The Disappearance of Fight 412 (Fernsehfilm)
- 1974: Punch and Jody (Fernsehfilm)
- 1975: The Family Holvak (Fernsehserie, 2 Folgen)
- 1978: Make-Up und Pistolen (Police Woman, Fernsehserie, 1 Folge)
- 1978: Evening in Byzantium (Miniserie, 2 Folgen)
- 1982: Far East